# Miklós Ungvári
Miklós Ungvári (n. 15 octombrie 1980, Cegléd, Pesta, Ungaria) este un judocan ce a reprezentat Ungaria, medaliat olimpic. A participat la 4 ediții ale Jocurilor Olimpice (2004, 2008, 2012, 2016) în care a câștigat o medalie de argint.